# Ken Grimwood
Kenneth Milton Grimwood (n. 27 februarie 1944, Dothan⁠(d), Alabama, SUA – d. 6 iunie 2003, Santa Barbara, California, SUA) a fost un autor american, care a publicat și lucrări sub pseudonimul Alan Cochran. În ficțiunea sa de fantezie, Grimwood a combinat teme de afirmare a vieții și de speranță cu concepte metafizice, teme regăsite în cel mai cunoscut roman al său, Replay (1986). A câștigat premiul World Fantasy pentru cel mai bun roman din 1988. 

## Biografie
Grimwood s-a născut în Dothan, Alabama. Familia sa s-a mutat la Pensacola, Florida, unde a crescut. În primii ani, Grimwood s-a arătat interesat de EC Comics și jurnalismul radio. A urmat și a absolvit în 1961 Indian Springs School, o școală privată în apropiere de Birmingham, Alabama. În acea vară, a plecat la Paris pentru a studia la Sorbona. A urmat studiile la Colegiul Emory din Atlanta din 1961 până în 1963. 
La mijlocul anilor 1960, Grimwood a lucrat la știri la WLAK în Lakeland, Florida. Apoi a continuat studiile superioare, cu cursuri de psihologie la Colegiul Bard din Annandale-on-Hudson, New York . El a contribuit și cu ficțiune scurtă la publicația studențească a colegiului Bard, Observer în 1969, și a absolvit în 1970. 
Grimwood s-a mutat în Los Angeles, California. El a scris unele dintre romanele sale timpurii, în timp ce lucra ca redactor de noapte la radio KFWB News 980 din oraș. Succesul romanului Replay (1987) i-a permis să părăsească acea slujbă și să înceapă o carieră de scriere cu normă întreagă. 

## Viață personală
Grimwood a fost căsătorit pentru o perioadă; el și soția sa nu au avut copii.   

## Lucrări
Romane
- Breakthrough (1976), debut
- Elise (1979)
- Replay (1987)
- Into the Deep (1995)